# 1773
1773. је била проста година.

## Догађаји

### Јануар
- 17. јануар — Британски морепловац Џејмс Кук је бродом „Резолушн“ први прешао Антарктички круг.

### Јул
- 21. јул — Папа Климент XIV издао папску булу „Dominus ac Redemptor“ којом је распустио језуитски ред.

### Децембар
- 16. децембар — Незадовољна увозним царинама и британском влашћу, група америчких колониста у бостонској луци побацала у море сандуке чаја.

### Датум непознат
- Википедија:Непознат датум — Руско-турски рат (1768—1774): руске снаге нису успеле да заузму Силистру.

## Рођења

### Фебруар
- 9. фебруар — Вилијам Хенри Харисон, 9. председник САД

### Август
- 6. октобар — Луј-Филип I, француски краљ